# Gran (Längenmaß)
Gran war ein älteres Längenmaß in Schweden und entsprach dem Punkt.
- 1 Gran = 0,02969 Zentimeter
  - 1 Linie/Linje = 10 Gran = 0,2969 Meter